# Raymond Vahan Damadian
Raymond Vahan Damadian (Ռեյմոնդ Վահան Դամադյան; New York, 16 marzo 1936 – Woodbury, 3 agosto 2022) è stato un medico statunitense di origini armene, ideatore dell'uso della risonanza magnetica per diagnosticare il cancro.

## Biografia
La sua ricerca sul sodio e sul potassio nelle cellule viventi lo ha portato ai suoi primi esperimenti con la risonanza magnetica nucleare (NMR), che lo indussero a proporre per primo il body scanner per la risonanza magnetica nel 1969. Damadian ha scoperto che i tumori e il tessuto normale possono essere distinti in vivo con la risonanza magnetica nucleare (NMR) a causa dei loro tempi di rilassamento prolungati, sia T1 (tempo di rilassamento longitudinale) che T2 (tempo di rilassamento trasversale). Damadian è stato il primo ad eseguire una scansione completa del corpo di un essere umano nel 1977 per diagnosticare il cancro. Damadian ha inventato un metodo sicuro e preciso per utilizzare la risonanza magnetica nucleare per la scansione del corpo umano, metodo oggi ben noto come Imaging a risonanza magnetica (MRI).
Damadian ha ricevuto numerosi premi: nel 2001, il Lemelson–MIT Prize Program lo insignì di un  Premio alla Carriera del valore di 100.000 dollari  come "l'uomo che ha inventato lo scanner MRI." Il Franklin Institute di Philadelphia ha insignito Damadian per il suo lavoro sulla risonanza magnetica con il Bower Award in Business Leadership. Ha ricevuto una National Medal of Technology nel 1988 ed è stato inserito nella National Inventors Hall of Fame nel 1989. Nel settembre 2003, è stato onorato con l’Innovation Award in Bioscience dall’Economist.
Nel 2001 ha vinto il Premio Lemelson-MIT.

## La controversia sull'assegnazione del Nobel
Nel 2003, il Premio Nobel per la medicina è stato assegnato a Paul Lauterbur e Sir Peter Mansfield per le loro scoperte relative alla risonanza magnetica. Anche se le regole consentono di assegnare il Nobel ad un massimo di tre destinatari, Damadian non ha ricevuto il premio. La controversia su chi aveva svolto il ruolo maggiore nello sviluppo della risonanza magnetica era andata avanti per anni prima del conferimento del Nobel, e molti nella comunità scientifica ritengono che il Nobel per gli studi sulla risonanza magnetica non è stato assegnato per così tanto tempo a motivo delle discussioni sul ruolo di Damadian nel suo sviluppo.
Il filosofo Michael Ruse scrivendo per il Metanexus Institute ha suggerito che a Damadian potrebbe essere stato negato il Nobel a causa delle sue opinioni creazioniste, affermando: «Rabbrividisco al pensiero che Raymond Damadian non ha ricevuto il premio a causa delle sue convinzioni religiose. Avere delle idee stupide in un campo non è una buona ragione per negare il merito per grandi idee in un altro campo. A parte il fatto che questa volta gli scienziati creazionisti penseranno che ci sono buone ragioni per sostenere che sono fatti oggetto di una trattamento ingiusto da parte della comunità scientifica.» 
Damadian stesso ha detto, "Prima che succedesse, nessuno mai mi ha detto 'Non ti daranno il premio Nobel per la Medicina, perché sei uno scienziato creazionista'. Se qualcuno ha fatto attivamente una campagna contro di me per questo motivo, non ho mai saputo." 